# Ram Naresh Yadav

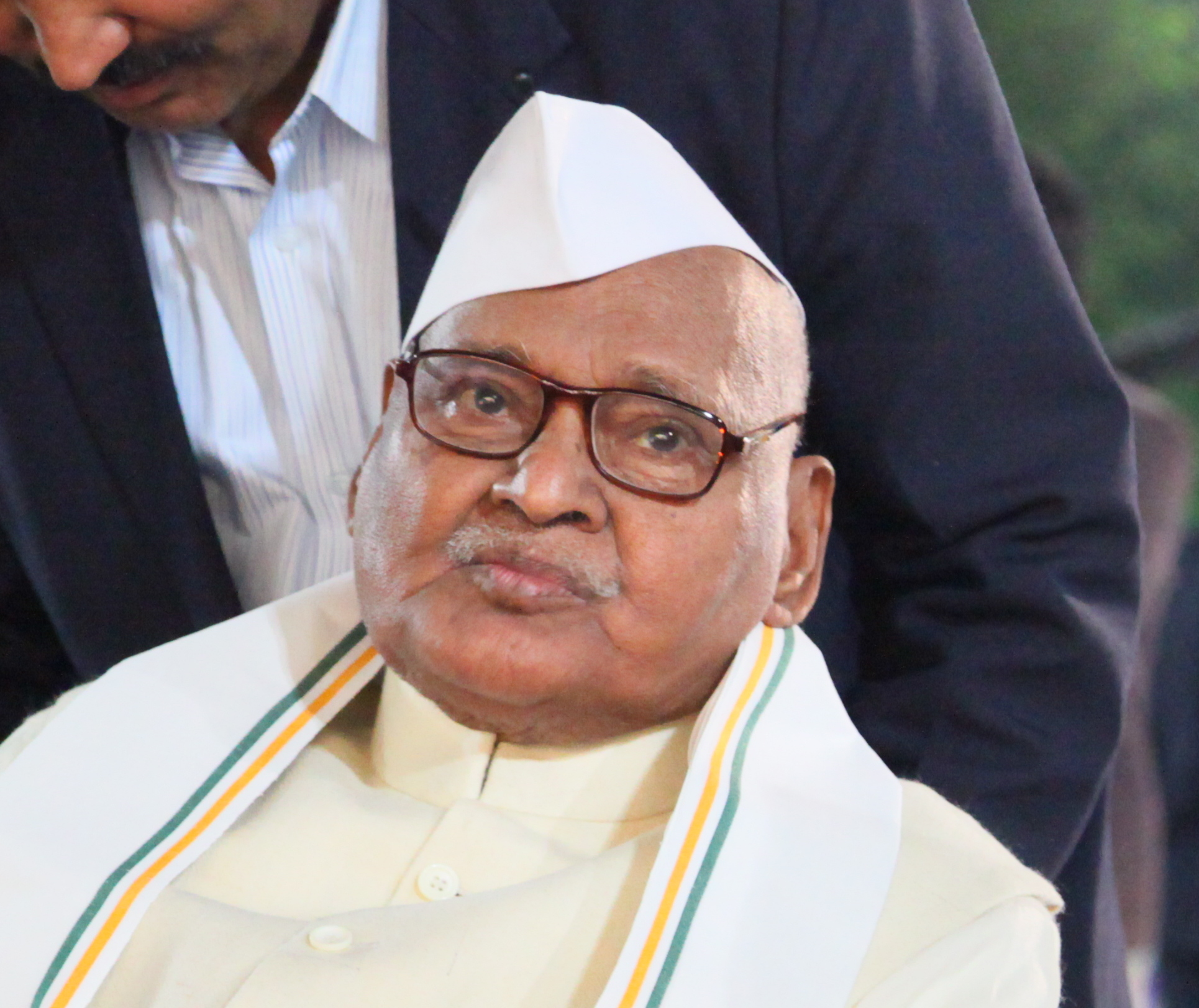
Ram Naresh Yadav (2013)

Ram Naresh Yadav (Hindi: राम नरेश यादव; * 1. Juli 1928 in Andhipur, Azamgarh, Britisch-Indien; heute: Uttar Pradesh; † 22. November 2016 in Lucknow, Uttar Pradesh) war ein indischer Politiker der Bharatiya Lok Dal (BLD), der Janata Party (JNP), des Indischen Nationalkongresses (INC) und der Samata Party, der 1977 Mitglied der Lok Sabha, des Unterhauses des Parlaments (Bhāratīya Sansad), sowie zwischen 1977 und 1979 Chief Minister von Uttar Pradesh war. Er war ferner von 1988 bis 1994 mit kurzer Unterbrechung Mitglied der Rajya Sabha, des Oberhauses des Parlaments, und fungierte von 2011 bis 2016 als Gouverneur von Madhya Pradesh sowie zudem 2014 kurzzeitig auch als Gouverneur von Chhattisgarh.

## Leben

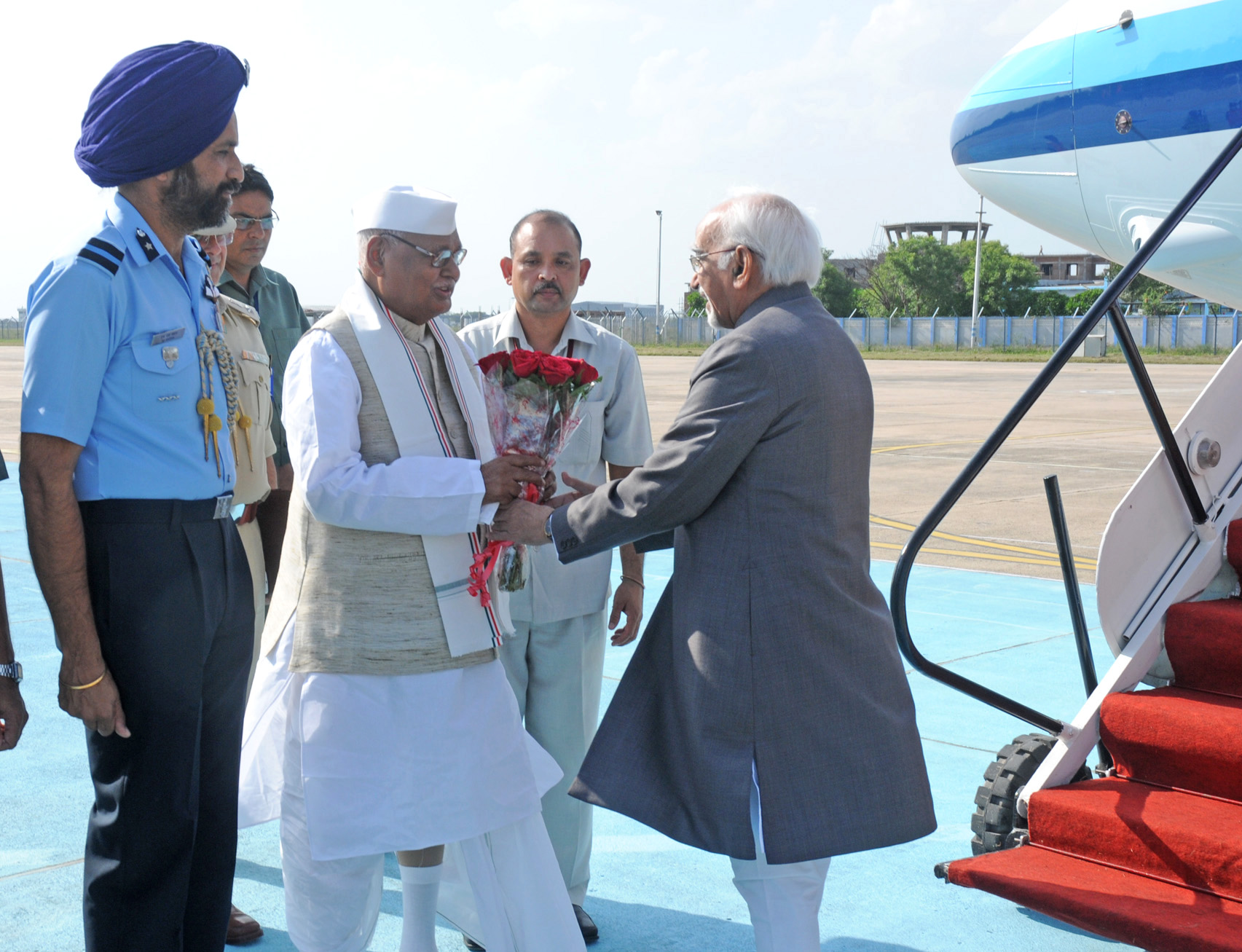
Yadav als Gouverneur von Madhya Pradesh bei der Begrüßung von Vizepräsident Mohammad Hamid Ansari (23. September 2015).

Ram Naresh Yadav, Sohn von Gaya Prasad Yadav, absolvierte ein Studium, welches er mit einem Master of Arts (M.A.) beendete. Ein Studium der Rechtswissenschaften schloss er mit einem Bachelor of Laws (LL.B.) ab. Bei der Parlamentswahl vom 16. bis 20. März 1977 wurde er für die Janata Party (JNP) im Wahlkreis Uttar Pradesh-Azamgarh zum Mitglied der Lok Sabha gewählt, des Unterhauses des Parlaments (Bhāratīya Sansad), und gehörte dieser in der sechsten Legislaturperiode bis zu seinem Mandatsverzicht im Dezember 1977 an. Nach Beendigung einer Präsidialregierung (President’s rule) zur Verwaltung des Bundesstaates wurde er zuvor bereits am 23. Juni 1977 Chief Minister von Uttar Pradesh und bekleidete dieses Amt bis zum 27. Februar 1979, woraufhin Banarsi Das seine Nachfolge antrat. Er war zwischen 1978 und 1985 Mitglied der Legislativversammlung ((Vidhana Sabha), des Unterhauses des Parlaments des Bundesstaates, und zugleich im Kabinett seines Nachfolgers Banarsi Das zwischen März 1979 und Februar 1980 stellvertretender Chefminister von Uttar Pradesh.
Yadav fungierte zeitweise als Generalsekretär der Bharatiya Lok Dal (BLD) und trat später dem Indischen Nationalkongress (INC) als Mitglied bei. Für den INC wurde er am 3. April 1988 erstmals Mitglied der Rajya Sabha, des Oberhauses des Parlaments, und gehörte dieser bis zum 12. April 1989 sowie erneut zwischen dem 20. Juni 1989 und dem 2. April 1994 als Vertreter von Uttar Pradesh an. Er war zeitweise auch Präsident der Samata Party, eine Partei, die 1994 entstand und 1999–2000 sowie erneut 2003 zum größten Teil in der Janata Dal (United) (JD(U)) aufging.
Als Nachfolger von Rameshwar Thakur wurde Yadav nach seiner Ernennung vom 26. August 2011 offiziell am 8. September 2011 Gouverneur von Madhya Pradesh und behielt dieses Amt bis zum 7. September 2016, woraufhin Om Prakash Kohli ihn ablöste. Während dieser Zeit übernahm er von Shekhar Dutt am 24. Juni 2014 zudem den Posten als Gouverneur von Chhattisgarh. Diesen bekleidete er nach seinem Amtseid am 2. Juli 2014 einen Monat lang bis zum 24. Juli 2014 und wurde danach von Balram Das Tandon abgelöst.
Aus seiner Ehe mit Anaridevi alias Shanti Devi gingen drei Söhne und fünf Töchter hervor.